# Cinchona pubescens
Cinchona pubescens е вид хининово дърво, типично за Централна и Южна Америка. Известно е като лечебно растение заради високото съдържание на хинин в кората си и има подобни приложения на Cinchona officinalis при производството на хинин, известен предимно като лекарство за малария.

## Описание
Cinchona pubescens варира от малък до голям по размер, като достига до 10 метра височина. При разрязване кората обикновено се зачервява. Листата са елипсовидни до обли и тънки. Имат власинки, които стават червени, когато пораснат, заради които в някои езици е познат и като червено хининово дърво. Цветовете му растат в големи снопове и са розови на цвят; растящите в Галапагос са светлорозови.

## Разпространение
Cinchona pubescens е най-широко разпространен от всички видове хининови дървета, като ареалът му обхваща териториите на Коста Рика, Панама, Венецуела, Колумбия, Еквадор, Перу и Боливия. В Еквадор е разпространен на надморска височина от 300 до 3 900 м. Расте добре във вулканична почва с високи нива на хранителни вещества. Размножава се бързо и разпространява семената си чрез вятъра. Достига зрялост и започва разсаждане след 4 години. Расте със скорост 1 – 2 м годишно и бързо достига височина, която може да засенчи останалите местни растения. Възрастните дървета растат много по-бавно от младите.
Видът е издръжлив и може да се възстанови дори от екстремни щети. Ако дървото бъде отсечено, но пънът е оставен, то може да израсне отново с нови стъбла. Ако кората бъде отстранена и ксилемът бъде изложен на влиянието на природните стихии, кората ще израстне отново. Дървото може дори да порасне отново, ако корените, които са останали в земята, са по-големи от 2 см в диаметър.

## Инвазивен вид
Видът се е превърнал в инвазивен, когато се засажда извън местния му ареал, особено на острови с тропически климат като Галапагос, Хавай и Таити. В Галапагос се е превърнал в доминиращ вид в доминираните преди това от храсти и папрати зони на остров Санта Круз. Обект е на контрол в Националния парк „Галапагос“, за да се намалят въздействията му с помощта на различни методи. Въпреки това контролирането му над целия му обхват на остров Санта Круз би струвало 1,65 милиона щатски долара според проучване, направено чрез Фондация „Чарлз Дарвин“.
Cinchona pubescens е инвазивен вид в Хаваите, на Мауи и Големия остров. Въведен е за първи път на тези острови, за да бъде култивиран за събиране на хинин.